# Plăieșii de Jos
Plăieșii de Jos é uma comuna romena localizada no distrito de Harghita, na região histórica da Transilvânia. A comuna possui uma área de 302.52 km² e sua população era de 2991 habitantes segundo o censo de 2007.